# ISD-Lampre Continental/Saison 2012
Dieser Artikel listet Erfolge und Fahrer des Radsportteams ISD-Lampre Continental in der Saison 2012 auf.

## Erfolge in der UCI Europe Tour
| Datum         | Rennen                                      | Kat. | Sieger              |
| ------------- | ------------------------------------------- | ---- | ------------------- |
| 4. April      | 1. Etappe Grand Prix of Sochi               | 2.2  | Anatolij Pachtussow |
| 3. Mai        | Grand Prix of Moscow                        | 1.2  | Witalij Popkow      |
| 27. Mai       | Race Horizon Park                           | 1.2  | Witalij Popkow      |
| 3. Juni       | 3. Etappe Romanian Cycling Tour             | 2.2  | Maxym Wassiljew     |
| 8. Juli       | 6. Etappe Course de la Solidarité Olympique | 2.1  | Witalij Popkow      |
| 28. Juli      | 4. Etappe Dookoła Mazowsza (EZF)            | 2.2  | Witalij Popkow      |
| 10. August    | 2. Etappe Tour of Szeklerland               | 2.2  | Anatolij Pachtussow |
| 9.–12. August | Gesamtwertung Tour of Szeklerland           | 2.2  | Witalij Popkow      |

## Platzierungen in UCI-Ranglisten
| UCI Continental Circuit | Platz |
| ----------------------- | ----- |
| UCI Asia Tour 2012      | 34    |
| UCI Europe Tour 2012    | 32    |

## Zugänge – Abgänge
| Zugänge             | Team 2011                   | Abgänge             | Team 2012                 |
| ------------------- | --------------------------- | ------------------- | ------------------------- |
| Maxym Polischtschuk | ISD Continental Team (2010) | Olexandr Scheydyk   | Lampre-ISD                |
| Wladyslaw Bakumenko | Neoprofi                    | Artjom Toptschanjuk | SP Tableware Cycling Team |
| Wladymyr Dschjus    | Neoprofi                    | Dmytro Hrabowskyj   | Unbekannt                 |
| Illja Ponomarenko   | Neoprofi                    |                     |                           |
| Dmytro Wolowod      | Neoprofi                    |                     |                           |

## Mannschaft
| Name                | Geburtstag       | Nationalität |
| ------------------- | ---------------- | ------------ |
| Jurij Agarkow       | 8. Januar 1987   | Ukraine      |
| Wladyslaw Bakumenko | 15. Juni 1991    | Ukraine      |
| Wladymyr Dschjus    | 23. Juni 1993    | Ukraine      |
| Denys Karnulin      | 18. August 1990  | Ukraine      |
| Olexandr Martynenko | 22. Juli 1989    | Ukraine      |
| Anatolij Pachtussow | 17. April 1985   | Ukraine      |
| Maxym Polischtschuk | 15. Juni 1984    | Ukraine      |
| Illja Ponomarenko   | 3. März 1993     | Ukraine      |
| Witalij Popkow      | 16. Juni 1983    | Ukraine      |
| Maxym Wassiljew     | 14. April 1990   | Ukraine      |
| Dmytro Wolowod      | 10. Februar 1992 | Ukraine      |